# Piazza al Serchio
Piazza al Serchio ist eine italienische Gemeinde in der Provinz Lucca in der Toskana mit 2084 Einwohnern (Stand 31. Dezember 2023).

## Geografie

Lage von Piazza al Serchio in der Provinz Lucca

Der Ort liegt in der Landschaft der Garfagnana etwa 42 km nordwestlich der Provinzhauptstadt Lucca und rund 90 km nordwestlich der Regionalhauptstadt Florenz. Der Ort liegt im Erzbistum Lucca und in der klimatischen Einordnung italienischer Gemeinden in der Zone E, 2 764 GG. Im südlichen Ortsgebiet vereinigen sich die Nebenarme des Serchio (der Serchio di Gramolazzo (auch Fosso di Gramolazzo, Serchio di Minucciano oder di San Michele) von Westen kommend und der Serchio di Sillano (auch Serchio di Soraggio) von Norden kommend), der insgesamt 6 km im Gemeindegebiet verbringt.
Der Ort besteht aus mehreren verstreut liegenden kleine Dörfern (Comune sparso) im Oberen Serchiotal. Die Ortsteile sind Borsigliana (735 m, ca. 70 Einwohner), Cogna (663 m, ca. 100 Einwohner), Colognola (595 m, ca. 120 Einwohner), Gragnana (611 m, ca. 170 Einwohner), Livignano (689 m, ca. 40 Einwohner), Nicciano (591 m, ca. 150 Einwohner), Petrognano (471 m, ca. 120 Einwohner), Petrognola (666 m, ca. 70 Einwohner), Sant’Anastasio (688 m, ca. 150 Einwohner), San Donnino (538 m, ca. 170 Einwohner), San Michele und Vergnano (645 m, ca. 50 Einwohner). San Michele wird mit Piazza al Serchio als Hauptort geführt, der bei 536 m liegt und ca. 1100 Einwohner hat.
Die angrenzenden Gemeinden sind Camporgiano, Minucciano, San Romano in Garfagnana und Sillano Giuncugnano.

## Geschichte
Der Name bedeutet Platz am Serchio und geht auf einen Platz zurück, auf dem im Mittelalter ca. ab dem 8. Jahrhundert Markt für die umliegenden Dörfer und Burgen gehalten wurden. Bis ins 19. Jahrhundert hieß der Ort Pieve di Castelvecchio, nach einer teilweise erhaltenen Festung kurz südlich der Pieve (Località Sala). Diese schützte im Mittelalter die Pässe Richtung Norden und Westen. Herren des Ortes waren die Conti di Piazza e Sala, die aus den Bischöfen von Lucca, den Cattani di Versilia und den Malaspina bestanden, religiös aber dem Bischof von Luni unterstanden.

## Sehenswürdigkeiten

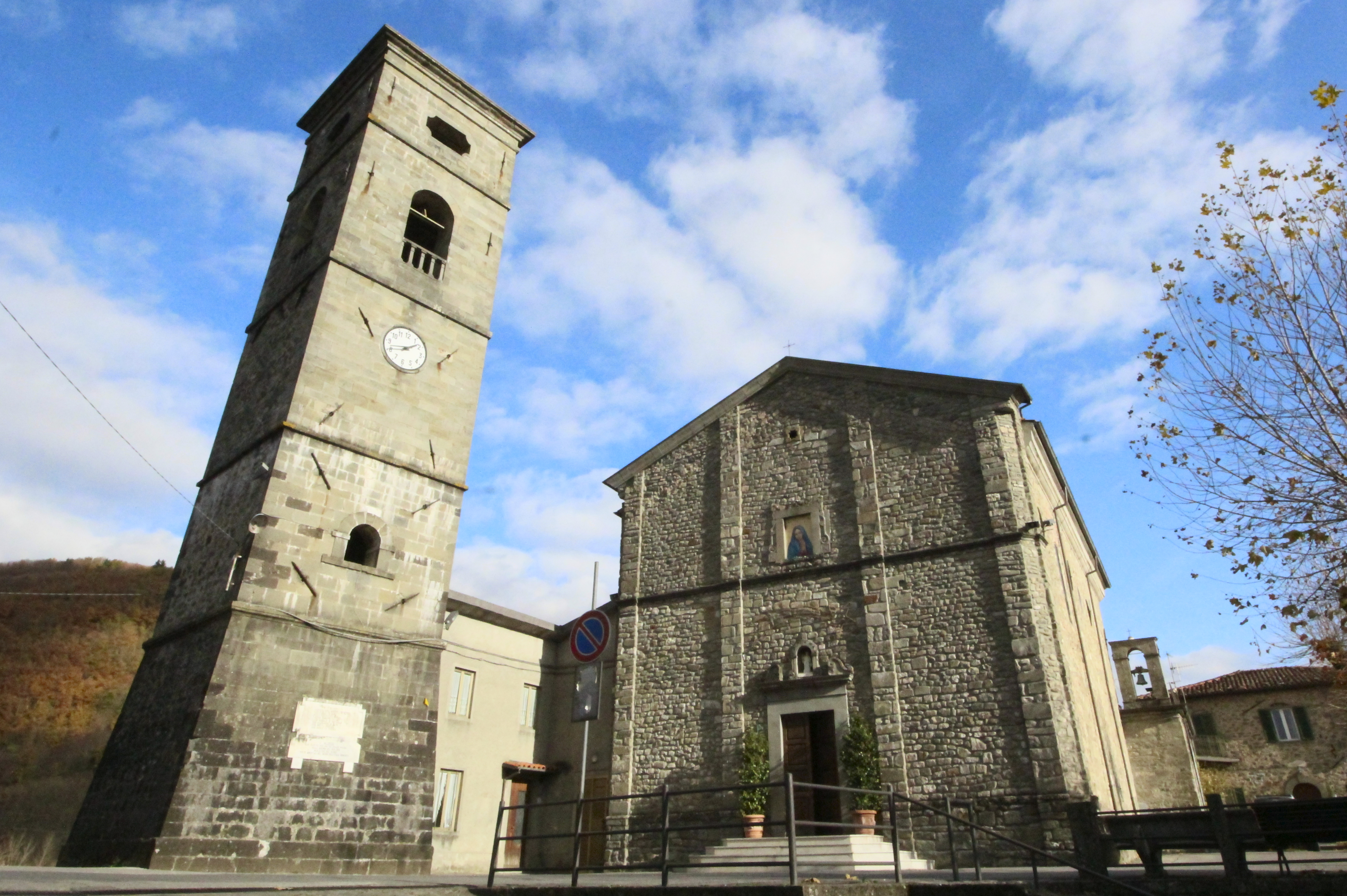
Die Pieve San Pietro

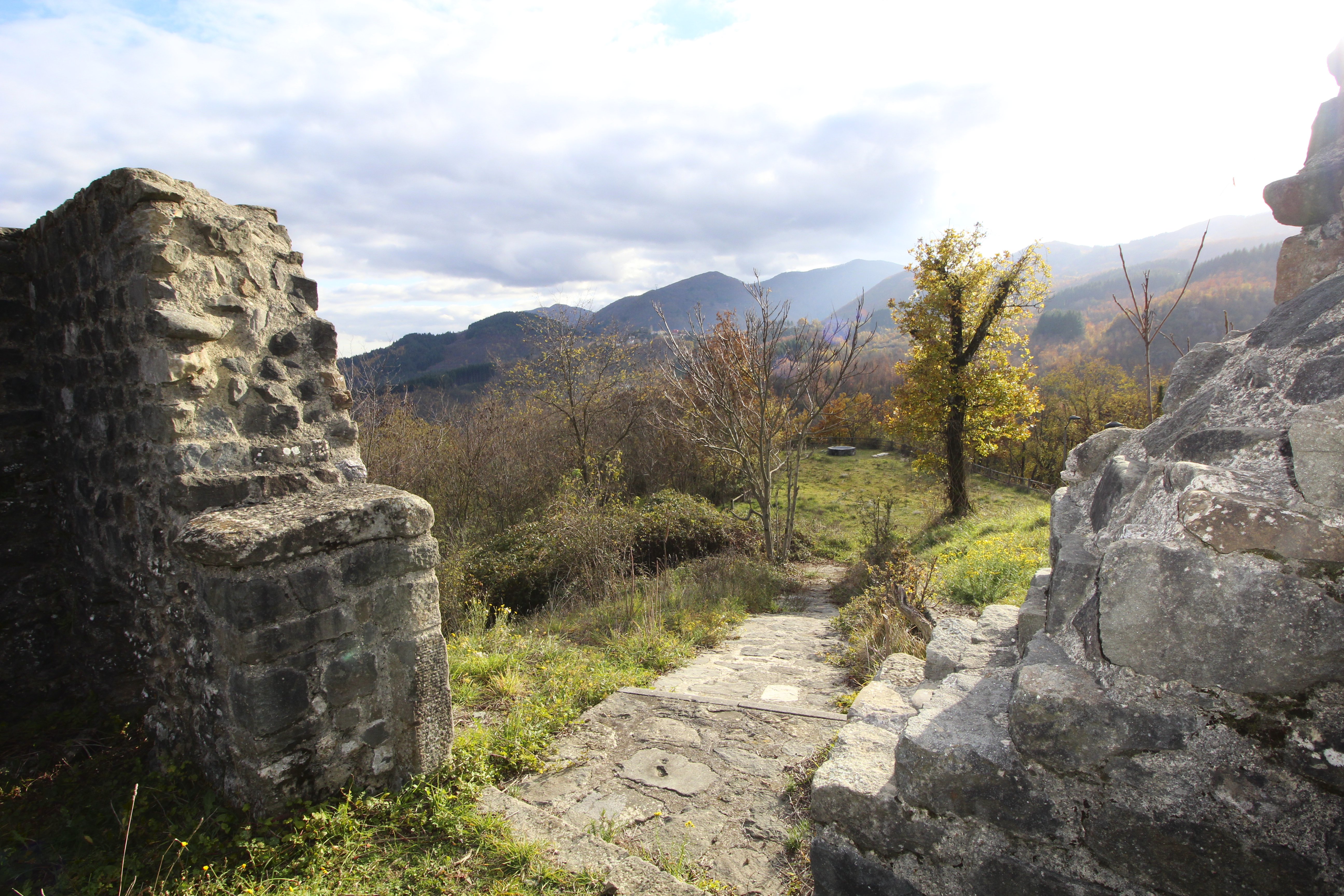
Castelvecchio di Sala, Blick aus der Burgruine Richtung Süden

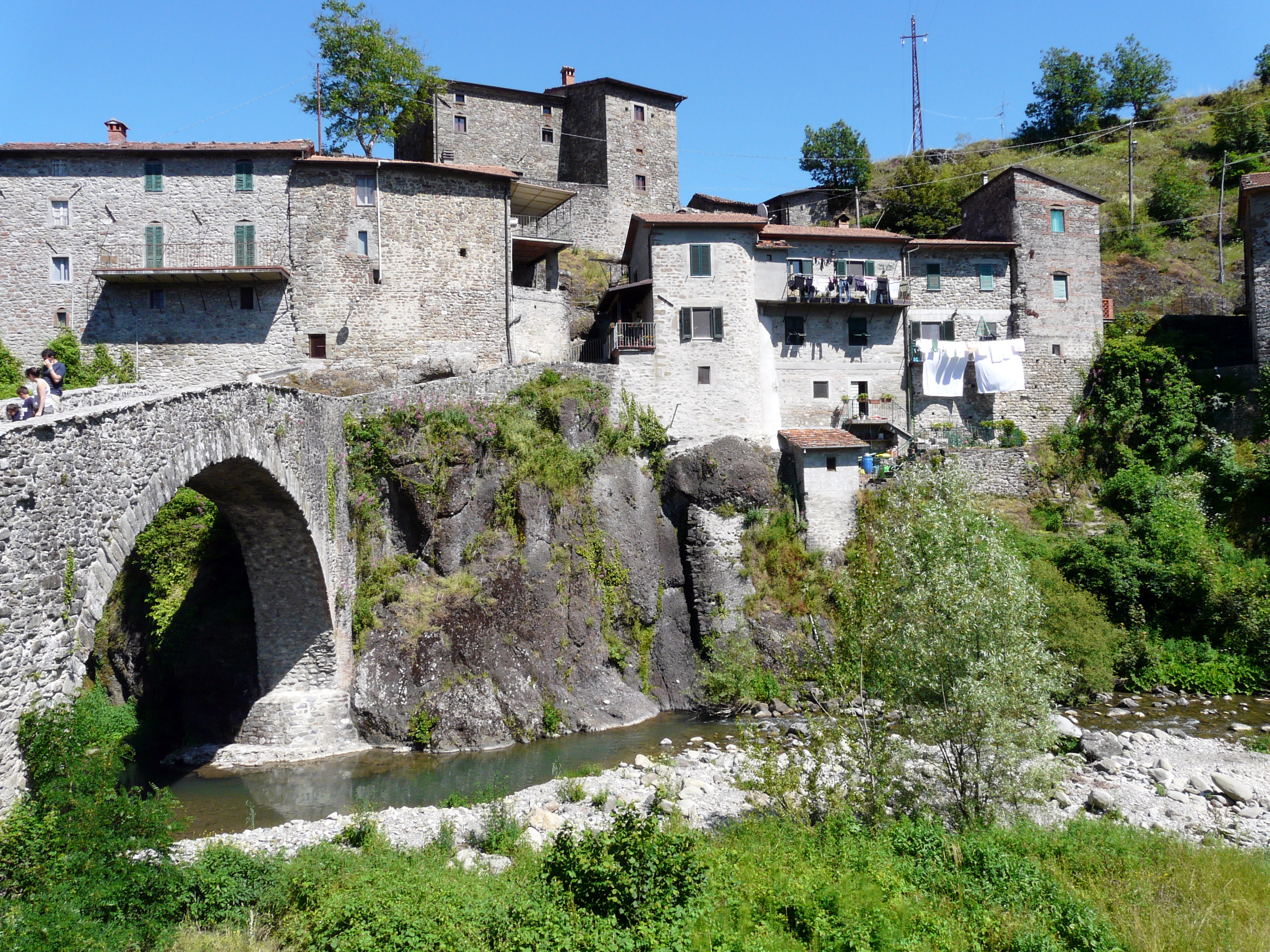
Borgo und Brücke San Michele

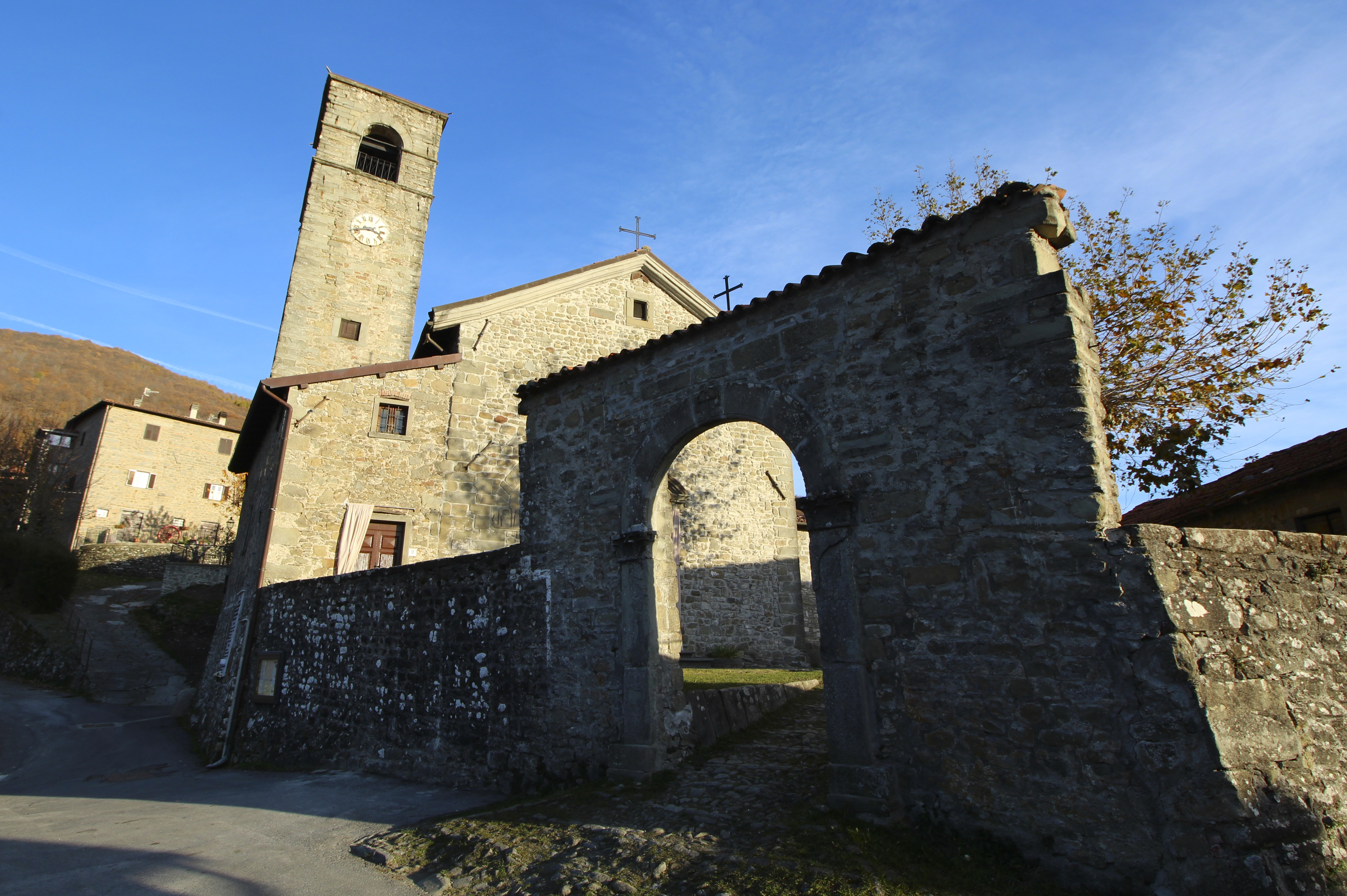
Die Kirche Santa Maria Assunta in Borsigliano

- Pieve di San Pietro, Pieve und Hauptkirche in Piazza al Serchio. Wurde von Papst Eugen III.[4] im 12. Jahrhundert als San Pietro di Castello erwähnt und diente als Kirche der Burg Castelvecchio.[8]
- Rocca di Castelvecchio, auch Castelvecchio di Sala[4] oder Castello di Sala genannt, Burgruine, die im 15. Jahrhundert zerstört wurde. Gehörte als Castellum Garfagnanae zu den vier Verteidigungsburgen, die unter Narses entstanden sein sollen.[9]
- Chiesa di San Michele, Kirche im Ortsteil San Michele aus dem späten 13. Jahrhundert.[10]
- Ponte San Michele, Brücke im Ortsteil San Michele (13. Jahrhundert).[11]
- Santa Maria Assunta, Kirche in Borsigliana. Wurde 1020 von Heinrich II. in dem Diplom Monumenta Germaniae Historica erwähnt. Enthält ein Triptychon von Pietro da Talada (15. Jahrhundert).[12]
- San Leonardo, Kirche in Cogna, 1297 erwähnt.[13]
- Santa Margherita, neuere Kirche in Gragnana.
- Santa Margherita, Kirchenruine nahe der Burg von Gragnana.
- San Rocco, Kirche in Gragnana.
- San Giovanni Battista, Kirche in Livignano. Wurde 1828 restauriert.[14]
- San Matteo, Kirche in Nicciano (1390 erwähnt).[15]
- San Biagio, Kirche in Petrognano. Wurde erstmals im 10. Jahrhundert erwähnt und zwischen 1805 und 1838 an der Südseite erweitert, da die Nordseite durch den Fels eingeschränkt ist. Der Campanile liegt nicht dem Gebäude an und wurde 2011 restauriert.[16]
- Sant’Anastasio, Kirche in Sant’Anastasio, die 1791 über einer älteren Kirche errichtet wurde.[17]
- San Donnino, Kirche in San Donnino.

## Verkehr
- Der Ort besitzt den Haltepunkt Piazza al Serchio an der Bahnstrecke Aulla Lunigiana–Lucca.
- Durch das Gemeindegebiet führt die Strada statale 445 della Garfagnana. Sie verbindet die Strada Statale 12 dell’Abetone e del Brennero (Borgo a Mozzano) mit der Strada statale 63 del Valico del Cerreto (Fivizzano) und dem Passo di Pradarena[3]. Teile des Weges liegen an einer Variante der Via Clodia.[3]
- Piazza al Serchio liegt am Pilgerweg Via del Volto Santo.[3]